# Ruth Eddings
Ruth Eddings (Los Angeles, 7 marzo 1908 – Los Angeles, 11 gennaio 1955) è stata una ballerina e attrice statunitense.
Durante la sua carriera girò ventitré film, per la maggior parte in ruoli non accreditati in commedie musicali.

## Filmografia
- Masked Mamas, regia di Del Lord (1926)
- A Man About Town, regia di Eugene Forde (1927)
- Sally, regia di John Francis Dillon (1929)
- Whoopee!, regia di Thornton Freeland (1930)
- No, No, Nanette, regia di Clarence G. Badger (1930)
- Il re dei chiromanti (Palmy Days), regia di A. Edward Sutherland (1931)
- Quarantaduesima strada (42th Street), regia di Lloyd Bacon (1933)
- Le armi di Eva (Fashions of 1934), regia di William Dieterle (1934)
- Abbasso le donne (Dames), regia di Ray Enright, Busby Berkeley (1934)
- Passeggiata d'amore (Flirtation Walk), regia di Frank Borzage (1934)
- Donne di lusso 1935 (Gold Diggers of 1935), regia di Busby Berkeley (1935)
- Follia messicana (In Caliente), regia di Lloyd Bacon (1935)
- Amore in otto lezioni (Gold Diggers of 1937), regia di Lloyd Bacon (1936)
- Partita d'azzardo (Destry Rides Again), regia di George Marshall (1939)
- Schiava del male (Experiment Perilous), regia di Jacques Tourneur (1944)